# Rhine (Ierland)
De rivier Rhine (Iers: Abhainne na Rinne, ook wel Latoon Creek of Rine) is een rivier in County Clare, Ierland.
De getijrivier is een zijrivier van de Fergus en mondt daarin uit zuidelijk van Clarecastle. De rivier stroomt deels over de gronden van Dromoland Castle en langs Quin Abbey in Quin. Nabij de monding wordt de rivier gekruist door drie bruggen: een oude boogbrug in verval die reeds voorkomt op de kaart van 1842, een modernere brug (1966, nu deel van de R458, voorheen de N18) en een recente brug, in gebruik genomen in 2007 (voorheen deel van de N18, na herclassificatie nu M18).
De brug van de R458 overbrugt ook een oude kade en ligt net naast een trailerhelling. De kade is gebruikt voor het transport van zeewier, dat in de omgeving als meststof werd gebruikt.
De rivier is populair onder vissers vanwege het voorkomen van bruine forel.

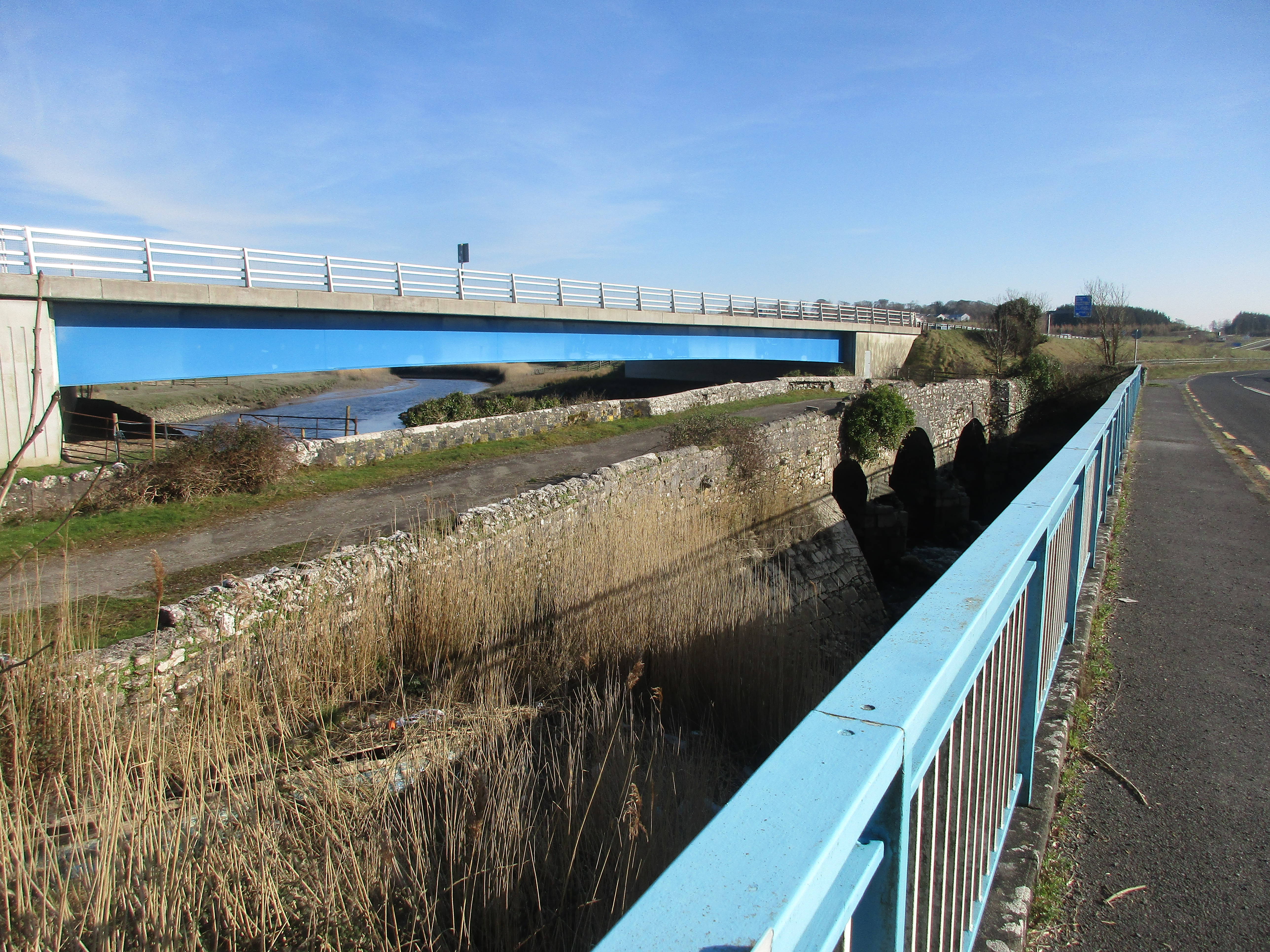
De drie bruggen over de Rhine. Van voor naar achter de brug uit 1966, de oude brug (vóór 1842) en de brug in de snelweg M18 (2007)
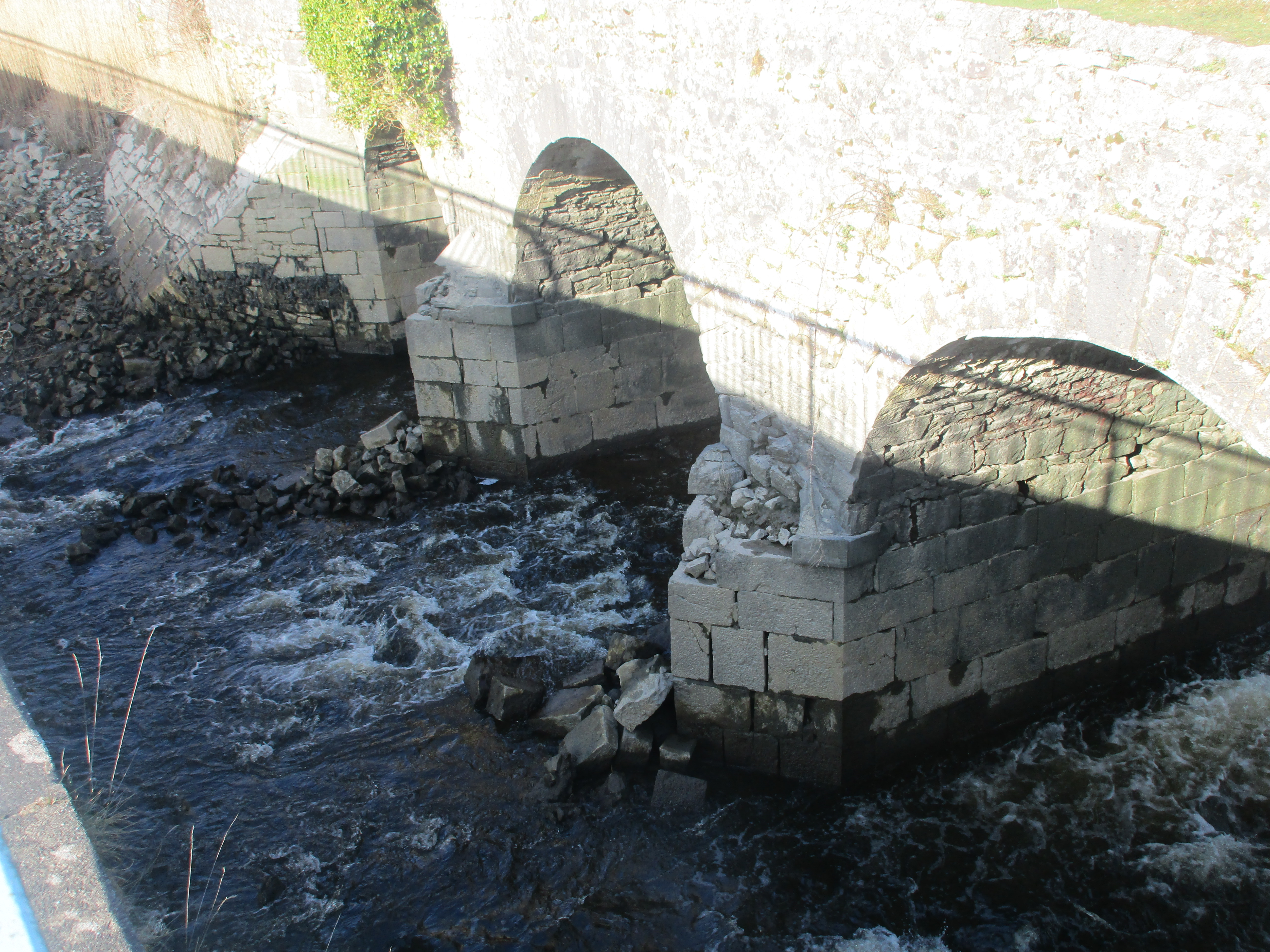
Verval aan de oude brug over de Rhine
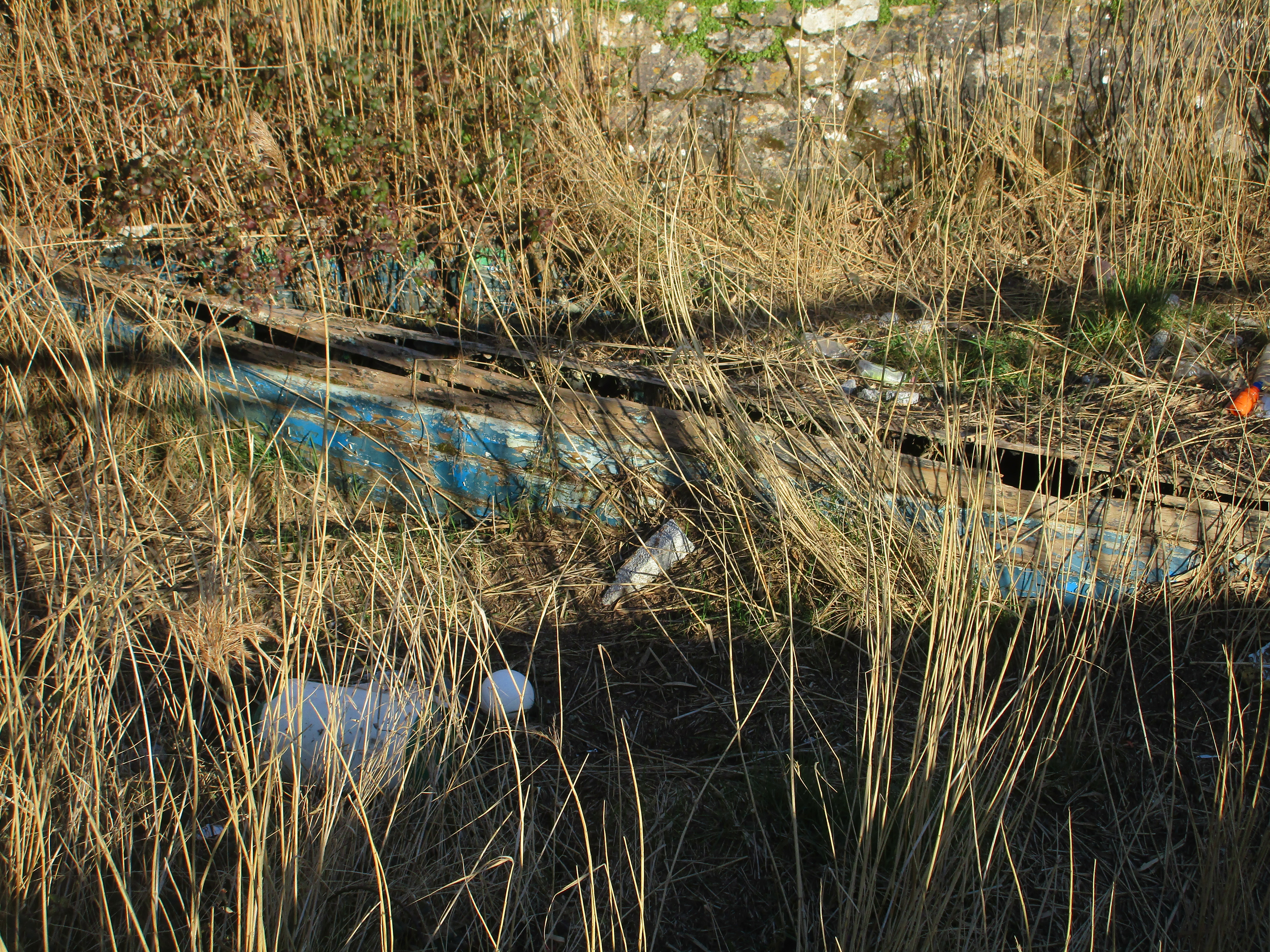
Een verlaten boot rustend tegen de oude brug, vermoedelijk een gandalow (vissersboot)
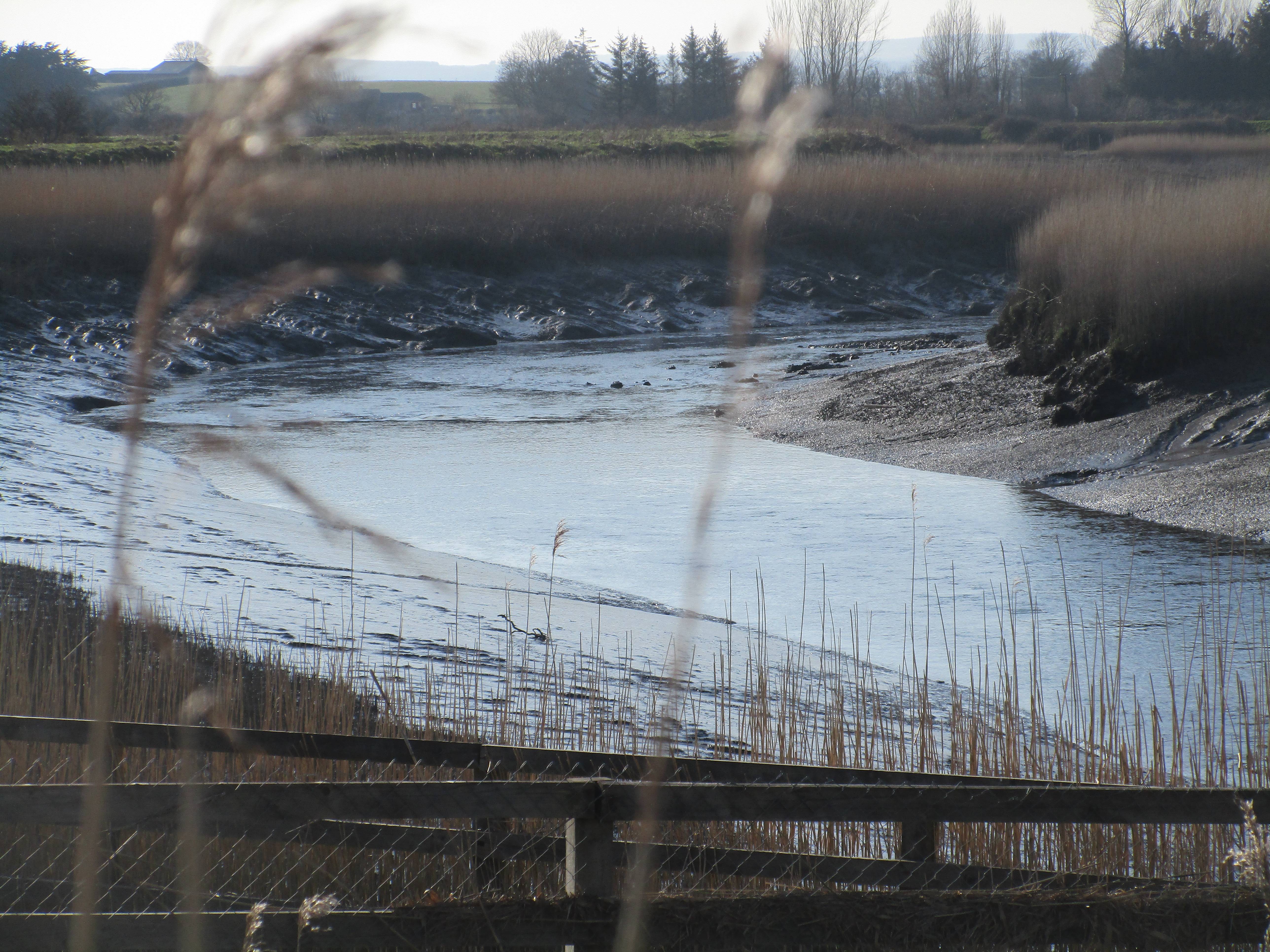
De Rhine is een getijrivier